# Johannes Zygomalas
Johannes Zygomalas (Griechisch: Ιωάννης Ζυγομαλάς, * 1498 in Nauplion; † 1584 in Konstantinopel) war ein Gelehrter, Philologe, Handschriftenkopist und Würden- bzw. Amtsträger des ökumenischen Patriarchates von Konstantinopel.

## Leben
Zygomalas entstammt einer bekannten Familie aus der Argolis, deren Originalname anscheinend Sagomalas war. Sie stand im Dienste von Guy d’Enghien, Feudalherrscher von Argos. Zygomalas lernte bei Arsenios Apostolios klassisches Griechisch und setzte seine Ausbildung später an der Universität von Padua fort, wo er auch Latein studierte, anscheinend bei Giovanni Foresto. Nach Abschluss des Studiums kam er nach Nauplion zurück, wo er als Kirchenredner, aber auch als Lehrer und Notar arbeitete. 1549 zog er auf Einladung des dortigen Metropoliten Joasaph ohne die Familie nach Adrianopel um, um dort Griechisch zu lehren. Als Joasaph als Patriarch nach Konstantinopel ging, zog Johannes mit ihm. Die Familie kam um 1555 dorthin nach. Johannes war dort Großredner an der großen Kirche und 1576 Großerklärer der Bibel. Er schrieb auch Handschriften ab. Die Teilnahme von Johannes und seinem Sohn Theodosios Zygomalas am Austausch theologischer Thesen und bei den Annäherungsversuchen zwischen den evangelischen Theologen von Tübingen und dem Patriarchen Jeremias II. Tranos scheint nicht entscheidend und jedenfalls begrenzt geblieben zu sein.

## Schriften
- Leben des Staurakios Malaxos
- Epitome der griechischen Grammatik
- Epigramme
- Gebet an die Gottesmutter
- Briefe